# Catedrala Ortodoxă din Sfântu Gheorghe
Catedrala Ortodoxă din Sfântul Gheorghe, cu hramul Sfântul Gheorghe, este o biserică ortodoxă construită între anii 1939-1983 în orașul Sfântu Gheorghe. Sfințirea a avut loc la 15 mai 1983 de către patriarhul Iustin Moisescu, mitropolitul Antonie Plămădeală și episcopii vicari Roman Ialomițeanul și Lucian Făgărășanul, înconjurați de un sobor de preoți, diaconi și mulți credincioși. Biserica este pictată de Iosif Vasu și ucenicii Marian George și Marcel Codrescu (1979-1983).
Preoții parohi în perioada din 1994: Ioan Cucu, Constantin Puia, Corneliu Bujoreanu (paroh 1995-2010), Cristian Groza (din 2008), Sebastian Pârvu (din 2012), Ciprian-Ioan Staicu (slujitor din 2010).
Expoziția permanentă a Muzeului Spiritualității Românești  se găsește la demisolul Catedralei, aceasta ilustrează continuitatea de locuire a românilor pe aceste meleaguri, precum și vechimea creștinismului lor, încă din vremea etnogenezei neamului românesc, prin vestigiile creștine de la Olteni (sec. III) și Poian (sec. VI). Ea expune numeroase valori din importantă colecție de icoane pe lemn și pe sticlă din sec. al XVIII-lea și al XIX-lea, multe dintre ele provenind de la biserici dispărute sau din lăcașuri de cult rămase cu credincioși puțini, sau chiar fără credincioși în urma vitregiilor și răutăților vremii.